# Bergen (Noord-Holland)
Bergen (anhörenⓘ) ist eine Gemeinde in der niederländischen Provinz Nordholland. Sie liegt westlich von Alkmaar an der Nordsee und hat 29.718 Einwohner (Stand 1. Januar 2025). Seit 2001 gehören auch die Orte Egmond und Schoorl zur Gemeinde.

## Touristisches
In der Gemeinde liegen die Seebäder Bergen aan Zee, Egmond aan Zee und Schoorl aan Zee, alle drei mit langen Sandstränden. Zwischen Schoorl aan Zee und Bergen aan Zee gibt es auch eine Zone, wo FKK-Tourismus erlaubt ist.
Die Dünenlandschaft ist sehr beliebt. Ein großes Gebiet ist bewaldet. Auch gibt es in den Dünen einige kleine Seen und etwas Heide.
Seit 1902 erinnert das Russenmonument an die Schlacht bei Bergen, in der 1799 ein französisch-niederländisches Heer eine vereinigte Expeditionsstreitmacht von Briten und Russen besiegte.
Bergen ist schon seit einem Jahrhundert ein Künstlerdorf. Überall im Ort stehen Skulpturen, einige von namhaften Künstlern. Das Museum Kranenburgh zeigt Gemälde aus der Bergener Schule. Um den Park Meerwijk stehen sehenswerte Villen der Amsterdamer Schule von 1917.
In Bergen fuhr bis 1955 im Sommer die Dampflok „Bello“. Heute steht „Bello“ im „Stoomtrain-Museum“ in Hoorn. Das von schattigen Alleen durchzogene Dorf hat eine malerische Kirchenruine und einige typische, alte Häuser.
Bergen wird während der Saisonmonate von vielen Tagesbesuchern der umliegenden Seebäder besucht.
Der Ortskern ist zu diesen Zeiten sehr stark von Privatautos frequentiert, was den Straßen, die eher für Postkutschen gemacht scheinen, gar nicht bekommt.
Bergen lässt sich vom Umland aus aber auch gemütlich per Rad und öffentlichem Busverkehr erreichen.
Neben den Connexxion-Bussen gibt es zwischen den Gemeinden bzw. Gemeindeteilen Camperduin, Groet, Schoorl, Bergen aan Zee, Egmond aan Zee und Egmond a/d Hoef die sogenannten Buurtebus-Linien. De Buurtebus wurde 2001 als privater Verein gegründet, um weggefallene Buslinien zu ersetzen. Im Mai 2002 wurde der Betrieb mit 70 Freiwilligen und zwei Bussen aufgenommen.
Schoorl ist ebenfalls ein sehenswertes Dorf zwischen Dünen und Polderlandschaft.
Bergen aan Zee hat ein Seeaquarium.
Die ganze Gemeinde bietet viele Hotels, Pensionen und Campingplätze.

## Politik

### Sitzverteilung im Gemeinderat
Die Kommunalwahlen ergaben seit 1982 folgende Sitzverteilungen:
| Partei                             | Sitze | Sitze | Sitze | Sitze | Sitze | Sitze  | Sitze | Sitze | Sitze | Sitze | Sitze |
| Partei                             | 1982  | 1986  | 1990  | 1994  | 1998  | 2000 a | 2006  | 2010  | 2014  | 2018  | 2022  |
| ---------------------------------- | ----- | ----- | ----- | ----- | ----- | ------ | ----- | ----- | ----- | ----- | ----- |
| ONS DORP                           | –     | –     | –     | –     | –     | –      | –     | –     | –     | –     | 5     |
| KIES Lokaal                        | –     | –     | –     | –     | –     | –      | –     | –     | 6     | 5     | 4     |
| CDA                                | 4     | 4     | 3     | 3     | 2     | 5      | 5     | 3     | 3     | 2     | 3     |
| GroenLinks                         | –     | –     | 1     | 1     | 2     | 2      | 2     | 4     | 3     | 4     | 3     |
| VVD                                | 5     | 4     | 3     | 4     | 4     | 6      | 4     | 5     | 3     | 3     | 3     |
| D66                                | –     | –     | –     | 2     | 1     | 2      | 1     | 3     | 3     | 2     | 2     |
| PvdA                               |       |       | 3     | 2     | 2     | 4      | 5     | 2     | 2     | 1     | 1     |
| Jezus Leeft                        | –     | –     | –     | –     | –     | –      | –     | –     | –     | –     | 0     |
| Gemeentebelangen BES b             | –     | –     | –     | –     | –     | 4      | 5     | 6     | 3     | 3     | –     |
| Behoorlijk Bestuur Bergen          | –     | –     | –     | –     | –     | –      | –     | –     | –     | 1     | –     |
| Basis Inkomen Partij               | –     | –     | –     | –     | –     | –      | –     | –     | 0     | –     | –     |
| Burger en Ondernemers Belangen BES | –     | –     | –     | –     | –     | –      | 1     | 0     | –     | –     | –     |
| Bergens Belang b                   | 2     | 3     | 3     | 2     | 2     | –      | –     | –     | –     | –     | –     |
| Gemeentebelang b c                 | –     | –     | 2     | 1     | 2     | –      | –     | –     | –     | –     | –     |
| Progressief Bergen                 | 4     | 4     | –     | –     | –     | –      | –     | –     | –     | –     | –     |
| Gesamt                             | 15    | 15    | 15    | 15    | 15    | 23     | 23    | 23    | 23    | 21    | 21    |

Anmerkungen

### Politische Gliederung
Die Gemeinde wird in folgende Ortsteile aufgeteilt:
| Nr. | Ort                 | Einwohner |
| --- | ------------------- | --------- |
| 01  | Bergen Binnen       | 12.035    |
| 02  | Bergen aan Zee      | 335       |
| 03  | Buitengebied Bergen | 625       |
| 04  | Egmond aan Zee      | 4.590     |
| 05  | Egmond-Binnen       | 2.700     |
| 06  | Egmond aan den Hoef | 3.430     |
| 07  | Schoorl             | 6.220     |
|     | Gemeinde            | 29.935    |

1. ↑  Bezirksnummer
2. ↑  (Stand: 1. Januar 2024)

## Persönlichkeiten

### In Bergen geboren
- John Fernhout (1913–1987), Fotograf, Kameramann und Regisseur
- Simeon ten Holt (1923–2012), Komponist
- Hans Daalder (1928–2016), Politikwissenschaftler und Hochschullehrer
- Johan Goudsblom (1932–2020), Soziologie
- Eric van der Wal (* 1940), Künstler und Büchermacher
- Adriaan van Dis (* 1946), Schriftsteller
- Elly Baltus (* 1956), Bildhauerin und Medailleurin
- Marja Wokke (* 1957), Langstreckenläuferin
- Saskia Noort (* 1967), Journalistin und Krimi-Autorin
- Kees van Wonderen (* 1969), Fußballspieler und -trainer

### Mit Bergen verbunden
- Leo Gestel (1881–1941), niederländischer Maler, lebte und arbeitete von 1921 bis 1924 in Bergen
- Charley Toorop (1891–1955), Malerin und Lithografin, lebte von 1922 bis zu ihrem Tod in Bergen
- Edgar du Perron (1899–1940), niederländischer Dichter, Schriftsteller und Journalist, in Bergen gestorben
- Lucebert (1924–1994), niederländischer Maler, Grafiker, Lyriker und Schriftsteller, in Bergen begraben
- Kees de Kort (1934–2022), niederländischer Maler und Buchillustrator, lebte in Bergen

## Galerie

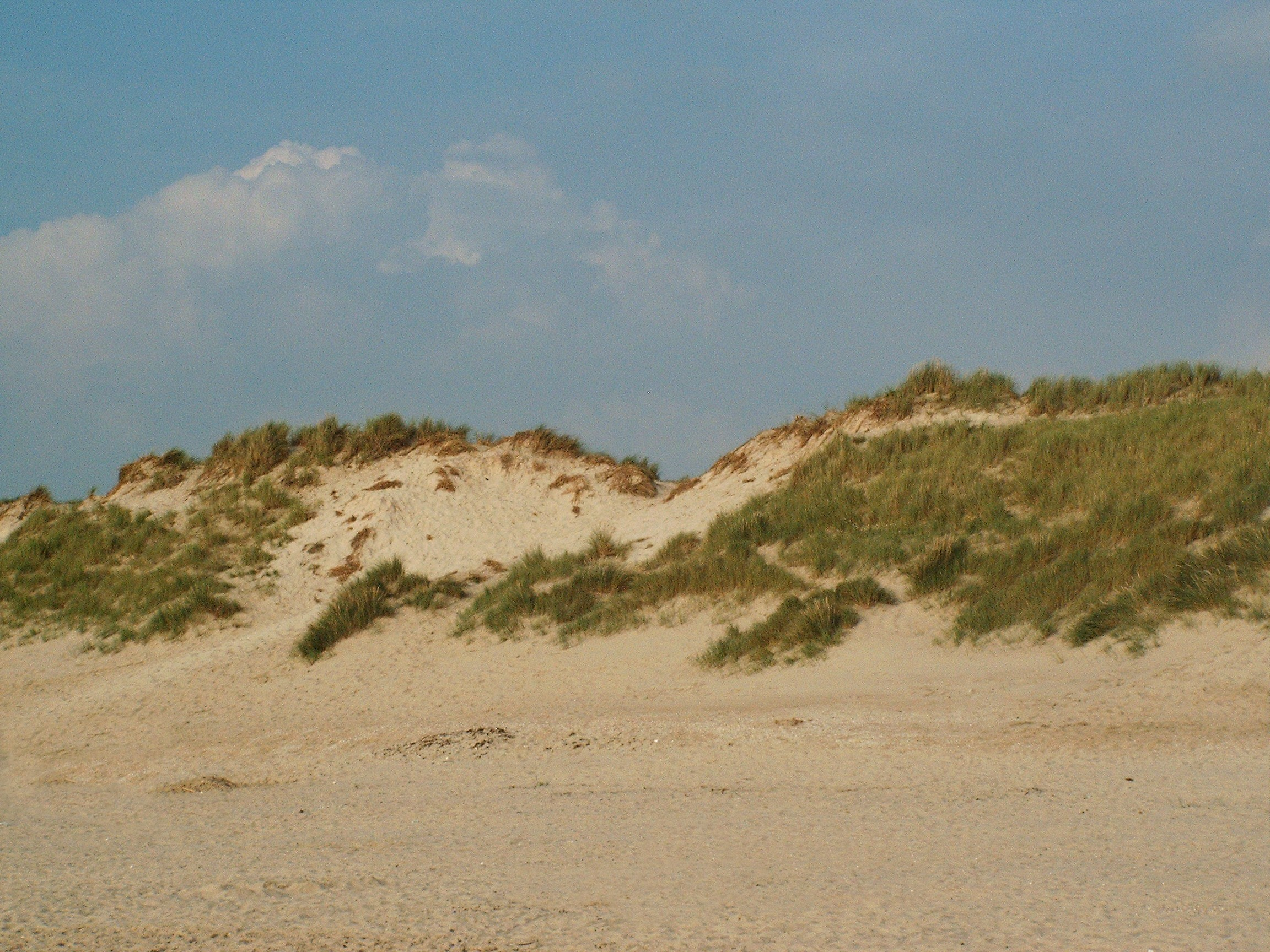
Dünen in Schoorl aan Zee
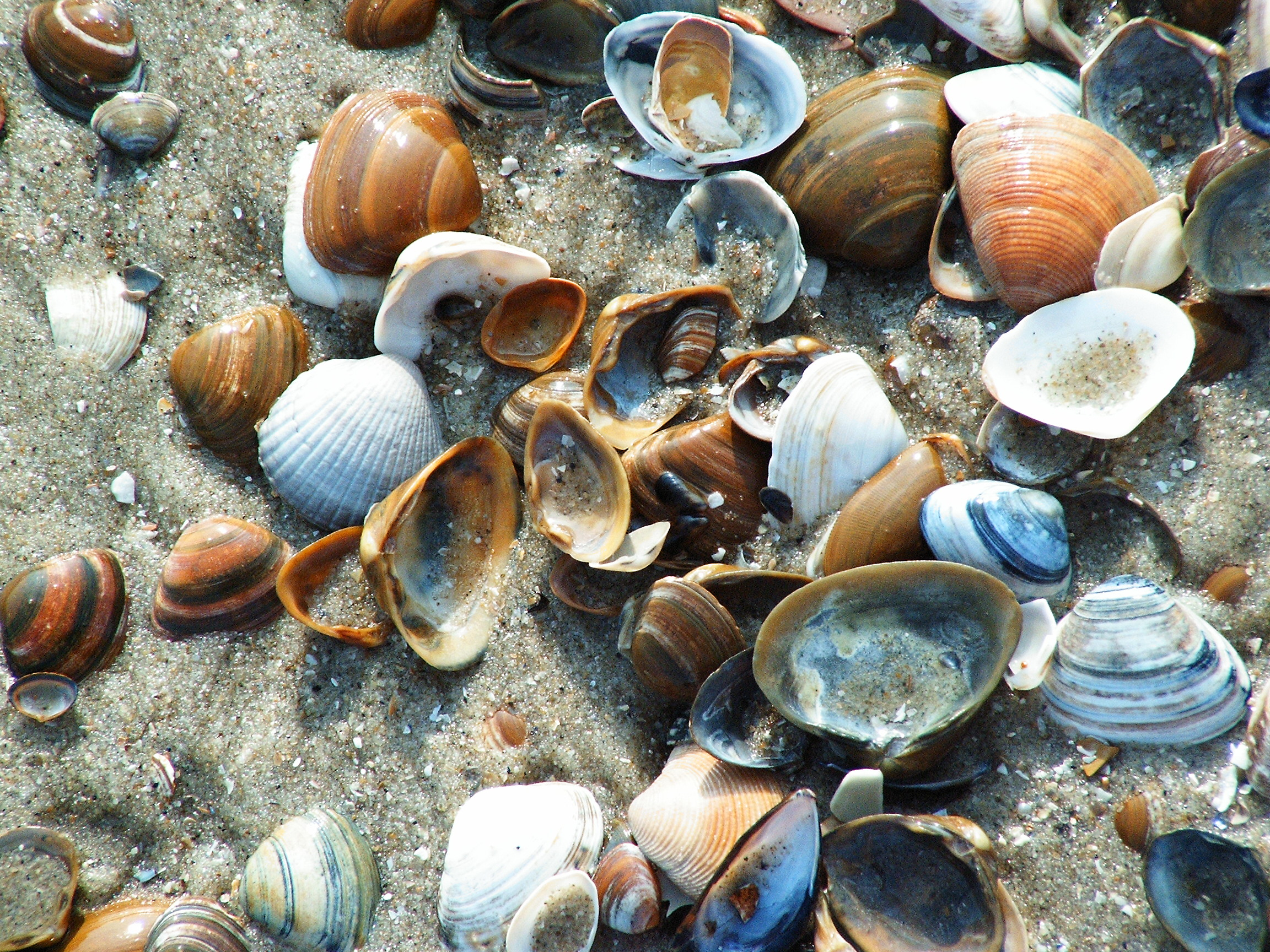
Muscheln am Strand
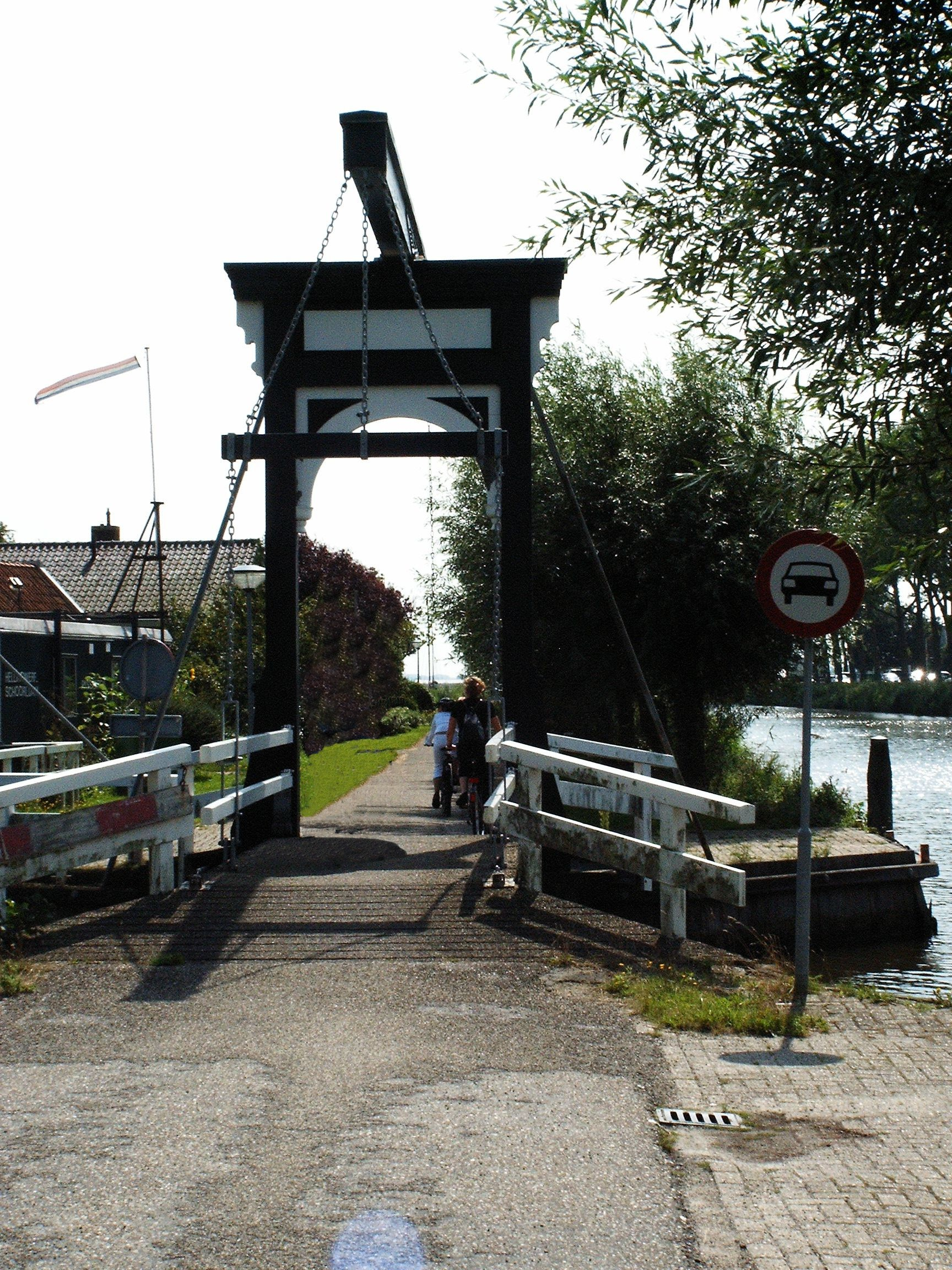
Kleine Brücke am Nordholland-Kanal
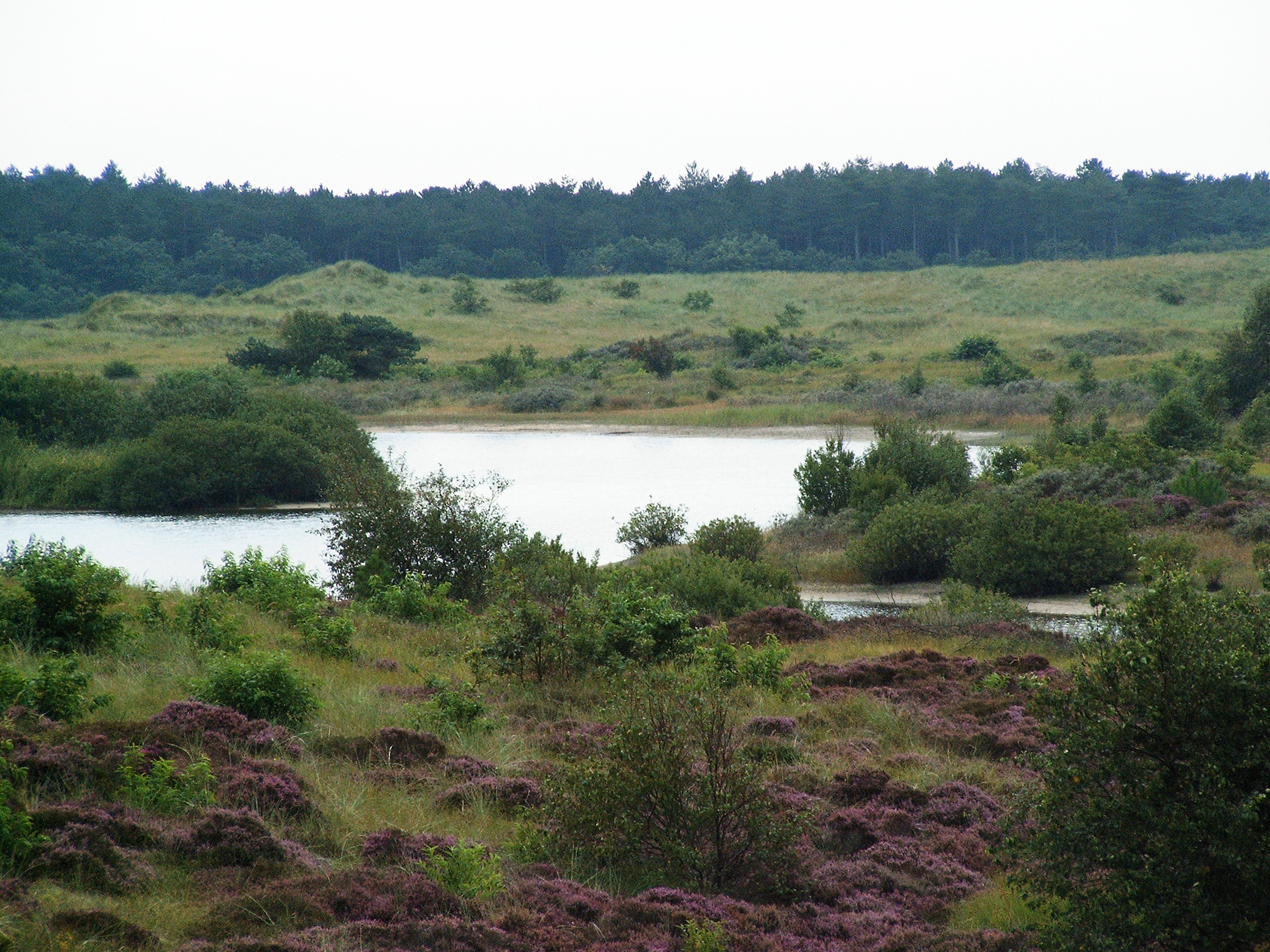
In den Dünen zwischen Schoorl und Bergen
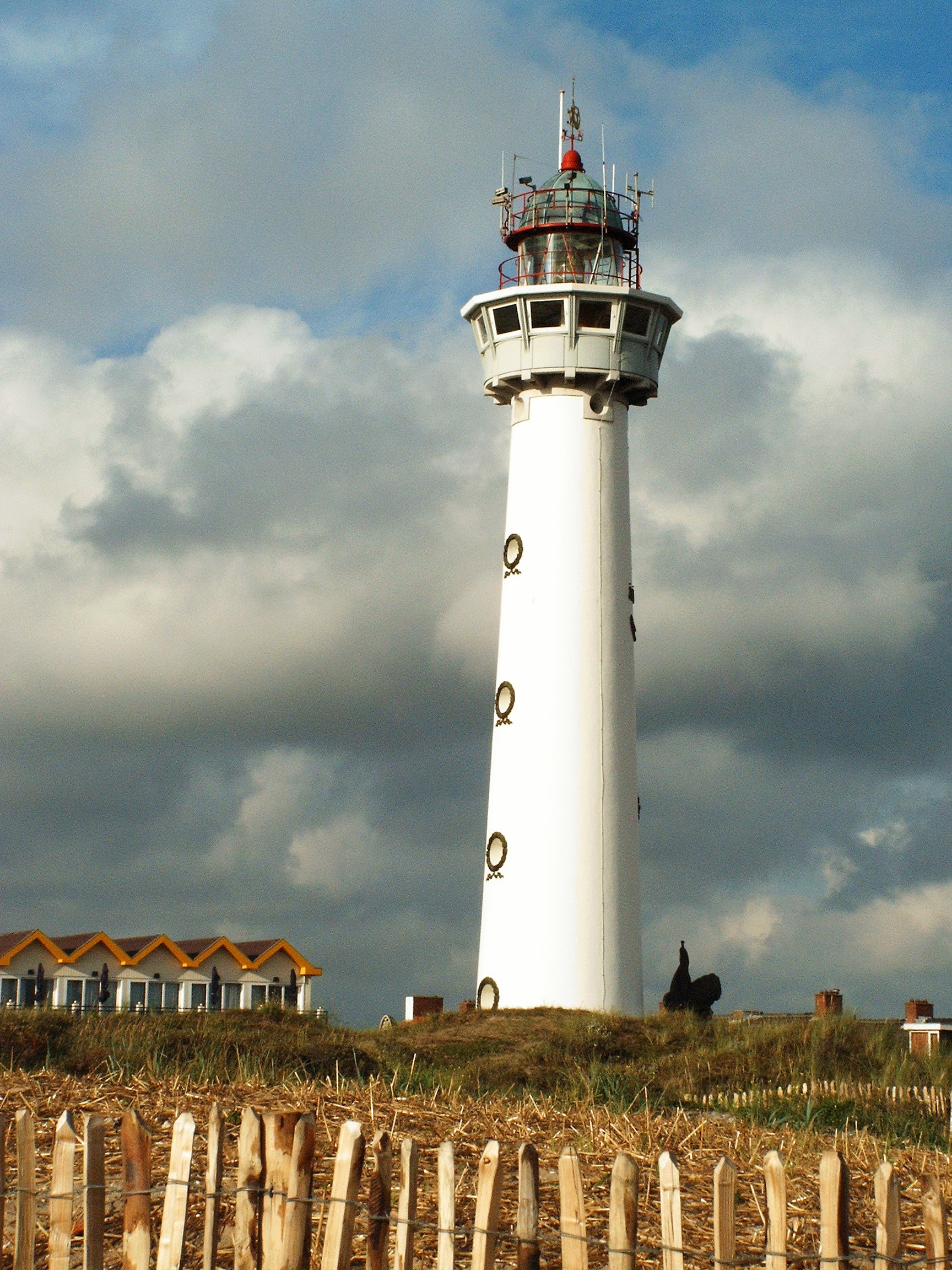
Leuchtturm in Egmond aan Zee